# Kyle Tress
Kyle Tress (29 mei 1981) is een Amerikaans skeletonracer. Hij vertegenwoordigde zijn vaderland op de Olympische Winterspelen 2014 in Sotsji, maar behaalde hierbij geen medaille.

## Carrière
Tress maakte zijn wereldbekerdebuut in Igls op 12 december 2008. Hij stond nog nooit op het podium van een wereldbekerwedstrijd.
Tress kwalificeerde zich voor de Olympische Winterspelen in 2014, waar hij 21e eindigde.

## Resultaten
| Jaar | Plaats | Resultaat |
| ---- | ------ | --------- |
| 2014 | Sotsji | 21e       |

| Jaar | Plaats     | Resultaat              |
| ---- | ---------- | ---------------------- |
| 2011 | Königssee  | 25e                    |
| 2015 | Winterberg | 15e 7e landenwedstrijd |

### Wereldbeker

#### Eindklasseringen
| Seizoen   | Rang |
| --------- | ---- |
| 2008/2009 | 37e  |
| 2009/2010 | 33e  |
| 2010/2011 | 23e  |
| 2011/2012 | 20e  |
| 2012/2013 | 17e  |
| 2013/2014 | 12e  |
| 2014/2015 | 15e  |
| 2015/2016 | /    |
| 2016/2017 | 21e  |